# Gymnothorax castaneus
Espèce
Synonymes
- Sidera castanea Jordan & Gilbert, 1883[1]

Statut de conservation UICN

 LC  : Préoccupation mineure
Gymnothorax castaneus est une espèce de poissons de la famille des murènes.
Son aire de répartition s'étend du golfe de Californie à l'Équateur, dont les îles Galápagos. De couleur vert foncé à marron, elle peut atteindre une taille de 1,50 m et vit près des récifs à une profondeur de 3 à 36 m.